# Edificio Someillán
El Edificio Someillán es un edificio residencial situado en La Habana, Cuba. Se encuentra frente al Malecón y al Monumento a las víctimas del Maine, en el barrio de El Vedado. Fue construido en los años 50, década en la que se construyeron otros edificios de gran altura en la ciudad: el Hotel Tryp Habana Libre y el Edificio Focsa, siendo este último el más alto de la ciudad desde ese entonces.
En 2015, durante la presidencia de Barack Obama en Estados Unidos, se llegó a hablar de que la Embajada de Estados Unidos en Cuba podría situarse en este edificio. Sin embargo, al reestablecerse las relaciones entre ambos países, la embajada reabrió en su emplazamiento original.